# Niklas Westring
Niklas Westring (Göteborg, 13 novembre 1797 – Göteborg, 28 gennaio 1882) è stato uno zoologo e aracnologo svedese.

## Biografia
Di professione è stato dipendente della casa doganale di Göteborg dal 1816, e ne assunse la direzione nel periodo 1834-1858
Si dedicò allo studio di ragni ed insetti della Svezia; nella sua opera principale Araneae Svecicae, del 1861, elenca oltre 300 specie di ragni, di cui il 60% non erano stati ancora descritti
Un suo lavoro del 1858 descrive con precisione sistemi per raccogliere e conservare ragni ed insetti.
Nel periodo dal 1840 al 1874 è stato consigliere del Museo di Storia Naturale di Göteborg, che ha arricchito con le sue collezioni. Membro dell'Accademia Reale svedese di scienze dal 1863.

## Alcuni taxa descritti
- Apostenus Westring, 1851 - genere di ragni della famiglia Liocranidae
- Tapinopa Westring, 1851 - genere di ragni della famiglia Linyphiidae
- Cercidia prominens Westring, 1851 - genere di ragni della famiglia Araneidae
- Hypsosinga albovittata Westring, 1851 - genere di ragni della famiglia Araneidae
- Porrhomma convexum Westring, 1851 - ragno della famiglia Linyphiidae

## Taxa denominati in suo onore
- Dysdera westringi O. P.-Cambridge, 1872 - ragno della famiglia Dysderidae
- Euophrys westringi Simon, 1868 - ragno della famiglia Salticidae
- Gasteracantha westringi Keyserling, 1864 - ragno della famiglia Araneidae
- Ozyptila westringi Thorell, 1873 - ragno della famiglia Thomisidae
- Scotophaeus westringi Simon, 1914 - ragno della famiglia Gnaphosidae
- Talavera westringi Simon, 1868 - ragno della famiglia Salticidae
- Walckenaeria westringi Strand, 1903 - ragno della famiglia Linyphiidae

## Pubblicazioni
Di seguito le sue principali pubblicazioni:
- Westring, N., 1851 - Förteckning öfver de till närvarande tid Kände, i Sverige förekommande Spindlarter, utgörande ett antal af 253, deraf 132 äro nya för svenska Faunan. Göteborgs Kongl. Vet. Handl. vol.2, pp. 25–62.
- Westring, N., 1861 - Araneae svecicae. Göteborgs Kongl. Vet. Handl. vol.7, pp. 1–615.
- Westring, N., 1874 - Bemerkungen über die Arachnologischen Abhandlungen von Dr T. Thorell unter dem Titel: 1°, On European Spiders, pts 1 et 2, Upsala, 1869-70. 2°, Remarks on Synonyms of European Spiders, Upsala, 1872-73. Göteborgs Kongl. Vet. Handl. vol.14, pp. 1–68.